# ارسلان فصیحی
ارسلان فصیحی (زاده ۱۳۴۰) مترجم و ویراستار ایرانی است. ترجمهٔ آثار اورهان پاموک (برندهٔ جایزه نوبل) به فارسی از شاخص‌ترین کارهای او محسوب می‌شود.

## زندگی
فصیحی کار ترجمه را از جوانی شروع کرد و اولین کتابش که از ترکی به فارسی ترجمه شده بود، سفرنامه‌ای بود به شوروی که هرگز منتشر نشد. کتاب‌های دیگری نیز در اوایل دههٔ ۱۳۶۰ ترجمه کرد که هیچ‌کدام چاپ نشد؛ از جمله کتاب کشاورزی و مناسبات ارضی در ایران، اواخر قرن نوزدهم-اوایل قرن بیستم. در سال ۱۳۶۱ (۱۹۸۲ میلادی) برای تحصیل زبان و ادبیات به ترکیه رفت و اواخر دههٔ ۱۳۶۰ به ایران بازگشت و ترجمه را ادامه داد. حدود ۲۰ کتاب از فارسی به ترکی ترجمه کرد که غالباً جنبهٔ تبلیغی و ترویجی داشتند. داستان‌های کوتاهی هم از یاشار کمال ترجمه کرد. او قبل از آن‌که پاموک جایزهٔ نوبل دریافت کند، به ترجمهٔ آثار او پرداخت. فصیحی هم‌اکنون سرویراستار انتشارات ققنوس است.

## تألیف
- ۱۳۷۵ - خودآموز ترکی استانبولی (مکالمه - دستور)

## ترجمه
- ۱۳۹۳ معرفت تلخ - انیس باتور
- ۱۳۹۲ جودت بیک و پسران - اورهان پاموک
- ۱۳۹۱ گرد ستاره - مصطفی کوتلو
- ۱۳۸۹ ملت عشق - الیف شافاک
- ۱۳۹۰ مگه تو مملکت شما خر نیس؟ - عزیز نسین
- ۱۳۹۱ محمود و نگار - عزیز نسین
- ۱۳۹۱ دیوانه‌ای بالای بام - عزیز نسین
- ۱۳۸۷ - من قرمزم - اورهان پاموک
- ۱۳۸۷ - آدمهای بیرون از صحنه - احمد حمدی تانپینار
- ۱۳۸۳ - قصه‌های حسن کچل - نورهان آیدینکال
- ۱۳۸۲ - زندگی نو - اورهان پاموک
- ۱۳۷۷ - سلول ۷۲ - اورهان کمال
- ۱۳۷۷ - قلعه سفید - اورهان پاموک
- [۱۳۸۴] - برف - اورهان پاموک
- ۱۳۹۷  (با همکاری شقایق طالبی) رمان نویس ساده و متفکر اورهان پاموک
- خون حرف نمی‌زند (ناظم حکمت)
- ۱۳۹۴ بعد از عشق [شیر سیاه] (الیف شافاک)
- ۱۳۹۶ دختر مردم (اورهان کمال)
- ۱۳۹۷ باب اسرار (احمد امید)